# Свідома бездітність
Свідома бездітність, бездітництво, чайлдфрі (англ. childfree) — субкультура та ідеологія, яка характеризується принциповим небажанням мати дітей попри таку можливість (не йдеться про людей з безпліддям, тих, що відкладають розмноження на потім або не мають твердої позиції в цьому питанні). Термін чайлд-фрі походить з англійської, як і звичай об'єднуватися в групи людей, які не хочуть заводити дітей і відстоюють своє право їх не мати.
Чайлдфрі протистоять репродуктивному тиску на жінок (заохочення народжувати частіше і більше: «жіноче покликання») та гендерним стереотипам про доглядову працю (заохочення обслуговувати народжених та дорослих: «жіноча праця»).
Не варто плутати свідому бездітність із дітоненависництвом. Чайлд-фрі не відчувають ненависті чи інших негативних почуттів до дітей, їх не влаштовує дискомфорт, який супроводжують наявність дітей та їх поведінка.

## Аргументація
Люди, що дотримуються чайлд-фрі переконань, наводять в якості основної причини небажання продовжувати свій рід комплексне обмеження свобод та незалежності, котре спричинюється дітністю. Поява дітей об'єктивно вимагає ряд відмов і втрат в умовах економічної, політичної, соціальної нестабільності, зокрема, таких як:
- Руйнування здоров'я (особливо для жінок): як внаслідок вагітності, пологів (включно з акушерським насильством), грудного вигодовування, так і через доглядову працю.
- Втрата кар'єрних можливостей (особливо для жінок) через декретні відпустки, догляд та вирощування дітей; також див. Сексизм при наймі.
- Витрати часу, сил, матеріальних ресурсів на неоплачувану роботу з догляду за дітьми та забезпечення їх потреб (годування, лікування, освіту, виховання), котру переважно виконують жінки. Зі зростанням кількості дітей збільшується також об'єм загальної праці з обслуговування домогосподарства (такої як прибирання, приготування їжі, придбання та ремонт одягу, утилізація відходів).
- Необхідність відмовитись від інтересів, хобі та відпочинку через часові затрати на дітей.
- Втрата фізичної привабливості і форми.

Другим блоком причин є соціально-політичні: з винайденням контрацепції та розвитком медицини необхідність обмежувати темпи розмноження набула кризової актуальності.
- Нестача природних ресурсів, перенаселення Землі при низькому рівні соціального забезпечення і захисту вже народжених людей (бідність, епідемії СНІДу, війни за території та ресурси, криміногенність, низький рівень життя).
- Ризик передачі спадкових хвороб нащадкам та погіршення соціального здоров'я; небажання створювати людей із розладами, від яких страждають самі, з причин емпатичного співчуття.
- Відмова від дітонародження та доглядової праці як форма феміністичного активізму.

Третю групу складають особисті причини, здебільшого психологічні. Серед них:
- Страх стати прив'язаними до дитини.
- Страх втратити близьку людину.
- Відраза до вагітності, пологів, грудного вигодовування як фізіологічних процесів.

## За країнами

### США
В Сполучених штатах чайлд-фрі є усталеним феноменом. Свідомо бездітні як соціально-демографічна категорія мали місце задовго до поширення чайлд-фрі. Лише з недавнього часу вони почали розвивати соціальні мережі, щоб протистояти тиску суспільства, не готового зрозуміти і прийняти їх спосіб життя. У США вже понад 40 організацій, які об'єднують чайлдфрі, кожна з них налічує кілька тисяч осіб. Згідно з дослідженнями американського Національного Центру Статистики Охорони здоров'я, щорічно збільшується відсоток людей, свідомо не бажаючих мати дітей: наразі[коли?] він сягає 25 %. Серед білих людей з вищою освітою частка чайлдфрі набагато вища, ніж серед інших.

### Україна
В Україні комунікація між прибічниками чайлдфрі відбувається переважно на форумах та в соцмережах. Чайлдфрі поки не створюють організацій та не висувають політичних вимог. Навести статистичні дані щодо кількості чайлдфрі в Україні складно не лише через відсутність статистичних досліджень, а скоріше через те, що більшість людей, які свідомо не бажають заводити дітей, не ідентифікують себе з забарвленим феміністично терміном чайлдфрі, через статеві стереотипи в суспільстві та соціальний тиск уникають заявляти про себе на публічному, а тимпаче політичному рівнях.